# Axeltorv (København)
 For alternative betydninger, se Axeltorv. (Se også artikler, som begynder med Axeltorv)
Axeltorv ligger i København, omkranset af Vesterbrogade, Axelborg, grunden hvor det tidligere Scala lå, i dag Axel Towers, Cirkusbygningen og Palads-biograferne.
Pladsen blev anlagt i 1917 og er opkaldt efter Københavns grundlægger, Absalon. Området indgik før i Vester Farimagsgade (tidligere Farimagsvejen) og fungerede samtidig som banegårdsplads, hvor Københavns anden banegård havde sin hovedindgang. Efter baneterrænets nedlæggelse blev Vester Farimagsgade omlagt til sit nuværende forløb.
Pladsen blev gennemgribende renoveret i 1986, hvor bl.a. skulpturen "De syv aksler" af Robert Jacobsen blev opstillet.